# Баттахтах-Арыта
Баттахта́х-Арыта́ — небольшой остров на реке Анабар. Территориально относится к Якутии, Россия.
Остров расположен в нижнем течении реки, около места впадения левого притока реки Истакан. Имеет удлинённую форму, вытянут с северо-востока на юго-запад. Поверхность равнинная, восточный берег несколько обрывистый.